# Гениј
Гениј, (лат. Genius) је човеков дух заштитник.

## Митологија
Према римским веровањима Гениј је пратио сваког човека од тренутка његовог зачећа па све до његове смрти. Делио је са њим све животне туге и радости и све време бдио над његовом судбином. Гениј је умирао када и човек, мада се, у каснијим временима веровало да он живи и после човекове смрти, и редовно посећује његов гроб.
Гениј је пратио човека, а како се у римско доба сматрало да је човек само мушкарац, то се веровање одразило и на култ Генија. Жене су имале своју заштитницу судбине, а то је била богиња Јунона.

## Култ Генија
Генију је био посвећен дан рођења онога кога је он штитио, и том приликом се човеку поклањало цвеће и толико саћа меда колико је година човек имао. Продужетак култа и слављења Генија се може пронаћи у слављењу рођендана и примања дарова. 
Гениј је био заступник свих човекових особености и његових способности, а као сваки човек, тако је и сваки град имао свога Генија, а постојали су Генији различитих удружења и Гениј државе. 
Култ Генија је на самом почетку имао приватни карактер, али са појавом царева тај култ је добио ново, јавно значење, као култ обоготвореног владара.